# Инновационный потенциал
Инновацио́нный потенциа́л  — совокупность характеристик социально-экономической системы (предприятие, город, регион, страна), определяющих ее способность по созданию, внедрению и распространению новых идей, технологий и продуктов.   